# Aeroportul Pitu
Aeroportul Pitu (IATA: OTI, ICAO: WAMR) este un aeroport din Pulau Morotai⁠(d), Halmahera Utara⁠(d), Maluku Utara⁠(d), Indonezia ce deservește zona Pulau Morotai⁠(d).
Situat la o altitudine de 27 m, aeroportul dispune de o singură pistă.